# Looking for Langston
Looking for Langston – brytyjski film krótkometrażowy z 1989 roku w reżyserii Isaaca Juliena, oparty na biografii Langstona Hughesa. Zdjęcia kręcono w Londynie i Nowym Jorku.

## Obsada
- Ben Ellison jako Alex
- Matthew Baidoo jako Beauty
- Akim Mogaji jako James
- John Wilson jako Karl
- Dencil Williams jako Marcus
- Guy Burgess jako Dean
- James Dublin jako Carlos
- Harry Donaldson jako Leatherboy
- Jimmy Somerville jako Angel

## Nagrody
- 1989:
  - Międzynarodowy Festiwal Filmowy w Berlinie „Złoty Niedźwiedź” dla Isaaca Juliena za najlepszy film krótkometrażowy.